# Бригада Гоце Делчев
Народноослободилачка бригада „Гоце Делчев“ формирана је 9. септембра 1944. године у Софији по доласку на власт Отаџбинског фронта у Бугарској. У њен састав су ушли Македонци који су током рата били мобилисани у Бугарску војску и македонски емигранти у Бугарској, углавном студенти и ђаци, укупно 4,600 бораца. Први батаљон бригаде упућен је 30. септембра у Вардарску Македонију, а други батаљон 7. октобра. Бригада је убрзо по доласку у Македонију расформирана током октобра, а њени борци распоређени у Деветнаесту, Двадесету и 21. македонску бригаду НОВЈ, које су дејствовале у завршним операцијама за ослобођење рејона Брегалнице и Струмице.